# Охридско-Дебърско въстание
Охридско-Дебърското въстание (на албански: Kryengritjes së Ohrit dhe Dibrës; на сръбски: Охридско-дебарски устанак или Арбанашка побуна) е организирано от Вътрешната македоно-одринска революционна организация въстание на българи и албанци в западната част на Вардарска Македония срещу новата сръбска власт.
Въстанието избухва 2 месеца след края на Междусъюзническата война в Дебърско, Стружко и Охридско под водачеството на Милан Матов, Петър Чаулев, Павел Христов и Антон Шибаков. След четиридневни сражения с редовна сръбска войска въстанието е жестоко потушено.

## Мирни инициативи на ВМОРО срещу Букурещкия договор
Ден след подписването на Букурещкия договор, на 11 август 1913 година, Централният комитет на ВМОРО се свиква на заседание. Взима се решение да се настоява пред великите сили за ревизия на договора, а в противен случай организацията да продължи своята революционна борба за освобождението на Вардарска и Егейска Македония. Първата мирна инициатива в насока ревизия на договора е меморандумът на новопрогонените българи от Македония. Той е изпратен още същия ден до британския министър на външните работи Едуард Грей, председател на Лондонската посланическа конференция, и до пълномощните министри на Русия, Великобритания, Австро-Унгария, Италия и Франция в София. В него от името на 150 хиляди македонски българи, жертва на новите завоеватели на Македония – сърби и гърци, решително се протестира против Букурещкия договор.
Като втора мирна инициатива една тричленна делегация, съставена от професорите Любомир Милетич, Иван Георгов и Александър Балабанов, е упълномощена да посети незабавно правителствата на европейските велики сили, на които от името на ЦК на ВМОРО да предаде подробно изложение. Още от първите срещи на делегацията се разбира, че тези правителства не проявяват готовност да се заемат с ревизия на Букурещкия договор.

## Подготовка за въстание
След като изслушва доклада на професорите за резултата от тяхната мисия в чужбина, ЦК на ВМОРО издава директива No 2 от 21 август 1913 г. до всички революционни дейци, войводи и членове на организацията. В нея се нарежда те да пристъпят към възобновяване на организационната и куриерската мрежа и връзките между отделните окръжни, околийски и районни комитети във Вардарска и Егейска Македония. На войводите се възлага системно да подготвят населението за нова борба. ЦК на ВМОРО решава също така незабавно да се пристъпи към подготовка на въстание в Битолско, Охридско и Дебърско. В същото време българското правителство праща Яне Сандански да преговаря с временното албанско правителство за общи действия срещу Сърбия и Гърция.
Задачите по подготовката на въстанието се възлагат на Петър Чаулев, член на ЦК, Павел Христов, задграничен представител на ВМОРО, Милан Матов, Христо Атанасов, Нестор Георгиев, Антон Шибаков и други дейци и войводи в тези райони. Те получават пълномощно да влязат във връзка и с албанските революционери и да преговарят с тях за общи действия. В резултат на преговорите, които се водят в Елбасан, се постига споразумение между ВМОРО и Албанския революционен комитет, начело със Сефедин Пустина, за организиране и обявяване на съвместно въстание срещу сръбския режим. Решено е въстанието да се обяви в началото на октомври 1913 г.

## Избухване на въстанието
Всеобхватна подготовка обаче не е извършена, тъй като непредвидено въстанието избухва един месец по-рано и бързо обхваща Дебърско, Стружко и Охридско. На 7 септември 1913 година долнодебърският байрактар Селим ага е заграден от сръбски войски в Пешкопия. На помощ му пристига милиция от албанските и българските села, но пристигат още сръбски войски и започва голямо сражение, след което въстава цяло Дебърско. Обединените български и албански чети освобождават Дебър и на 9 септември 1913 г., чиновниците от сръбската администрация са прогонени от града. Два сръбски полка се спасяват с бягство, а 420 войници са пленени. В града е установена българо-албанска власт, като във временната управа са избрани Сефедин Пустина, Христо Атанасов, Иван Бойчев, Нестор Георгиев, Риза бей, Байрам Стразимири, Наум Бояджиев и други, всички родом от Дебър.
Въстаниците прогонват сръбските войски и администрация и от Стружко и Охридско. Четвърти сръбски полк е пленен заедно с всички офицери. Няколко сръбски оръдия са пленени в Охрид, където четите на Петър Чаулев и Павел Христов влизат още на 12 септември призори. Жителите ги посрещат възторжено. Целият град е окичен с български знамена. На състоялото се събрание е учредена временна българска управа. В нея влизат Лев Огненов, възпитаник на Робърт колеж, Иван Групчев, завършил Солунската гимназия, Павел Христов, революционен организатор, Лев Кацков, юрист, Петър Филев, търговец, и други видни граждани. Отслужен е тържествен молебен, на който присъства цялото охридско гражданство. По същия начин е установена българска революционна власт в Струга и в околните села. Въстаниците прогонват сръбските войски към Битоля.
На 15 септември 1913 г. в Охрид се събират няколко хиляди въоръжени въстаници. На състоялия се войводски съвет за главнокомандващ на всички въоръжени сили е избран Петър Чаулев. Взето в решение въстаниците незабавно да тръгнат към Битоля и Кичево. Определени са и войводите, които ще действат в съответните райони. Тъкмо когато въстаниците са готови да тръгнат, Петър Чаулев получава съобщение, че по искане на сърбите гръцки войски са преминали границата и са завзели град Поградец в южния край на Охридското езеро. Чаулев веднага изпраща един български учител да предупреди гръцкия командир да се оттегли с войските си или ще бъдат нападнати. Гръцките войски се оттеглят. Въстаниците обаче загубват близо две денонощия.
Избухването на въстанието и прогонването на сръбските войски от Дебърско, Стружко и Охридско подтикват сръбокото правителотво да обяви, че е започнала „нова война“. Още на 11 септември е издаден кралски указ за мобилизация. За потушаване на въстанието освен редовната армия са мобилизирани допълнително около 100 хиляди войници.
В помощ се изпращат и четите на Черна ръка. Още при избухването на въстанието Сръбското върховно командване телеграфира на Василие Търбич в Прилеп да замине с четата си за Кичево и да се включи в отбраната на града. Търбич уведомява и другите сръбски войводи – Йован Долгач, Дано Стоянов, Михаил Йосифов, Божко Вирянец, да тръгнат с отрядите си към Кичево.

## Сраженията
В Битоля се съсредоточават многобройни сръбски войски. Поради това Чаулев нарежда на въстаниците първо да освободят Кичево, а след това да се отправят към Битоля. Но на път за Кичево въстаническите чети се срещат с настъпващите сръбски войски при прохода на Изток планина, на пътя между Ресен и Охрид. Завързва се ожесточено сражение, което продължава две денонощия (17 и 18 септември). Четири пъти сръбските войски тръгват в настъпление и всеки път са отблъснати от огъня на българските въстаници. Позициите се защитават предимно от четите на Антон Шибаков и Нестор Георгиев. Но сръбските войски нападат с големи сили, като вкарват в боя оръдия и картечници, което принуждава въстаниците да отстъпят на юг към Галичица. Много жертви падат и от двете страни.
В същото време четата на Петър Чаулев в ожесточен бой разбива сръбските войски при село Иванчища и на 17 септември превзема Кичево. Цялата територия на изток от Черни Дрин и Охридското езеро е свободна. Сръбските войски обаче получават значителни подкрепления от артилерията и предприемат настъпление по всички фронтове. На 18 септември въстаниците се оттеглят на юг от Кичево към Галичица планина между Охридското и Преспанското езеро. На 18 и 19 септември тежки боеве се водят при Голак планина. Тук в помощ на сръбските части идват гръцки войски от юг. На 19 септември селата около Охрид са превзети и опожарени от сръбски чети. Сърбите влизат и в самия град. Всички въстанически чети, български и албански, на 20 септември отстъпват на запад към Голо бърдо, за да охраняват прохода, през който въстаниците се изтеглят на албанска територия. Същия ден ръководителите на ВМОРО узнават, че албанските чети от Дебърско са разформировани и въстаниците заедно със семействата си отстъпват към Албания. Тогава Петър Чаулев дава заповед за разформироване на българските въстанически чети и трансформирането им в малобройни хвърчащи отряди, всеки с отделен войвода.

## Потушаване
При потушаване на въстанието сръбските войски и чети извършват масови насилия и разрушения във въстаналите райони. В Охридска околия са изгорени до основи 80 села, а в района между Охрид, Дебър и Гостивар изцяло или частично са опожарени около 180 села. В Охрид са убити осем свещеници, петима учители и около 150 български граждани. Избити са и около 500 турци и албанци. Къщите в цели квартали са разрушени като принадлежащи на бунтовници. Голяма част от избитите са хвърлени в дълбокия сух кладенец до Имарет джамия. След това кладенецът е затрупан с камъни. Стотици охридчани са хвърлени в затворите.
Другият въстанал район – Дебърско, е също подложен на жестоко опустошение. Градът е почти напълно разрушен. Опожарени, ограбени и обезлюдени са десетки села. При отбраната на Дебър загиват над 300 души четници. Избити са и стотици невинни жители. Жени и деца са хвърляни в огъня, а мъжете, наредени в редици, са избивани с картечници.
В Кичево и Кичевско от сръбските войски и чети са избити над 100 души български и албански първенци. Освен това като съмишленици на въстаницитв над 150 души са жестоко бити. Вследствие на побоя 17 от тях умират. В село Пласница, Кичевско, са убити 46 души селяни и 5 къщи са изгорени. В село Гявато са убити над 40 души и труповете им са хвърлени в кладенците.
Насилия са извършвани и в невъстаналите райони на Вардарска Македония. В Кочанско са убити 201 души и 107 са жестоко изтезавани. В Царевоселско са убити 212 души, като 87 от тях са обявени за безследно изчезнали. В Пехчевска околия броят на убитите българи възлиза на 134 души. В Битоля след жестоки мъчения са осъдени на дългогодишен затвор 46 видни български граждани, между които 11 свещеници.
За да спасят живота си, над 30 хиляди души българи от тази част на Македония по различни пътища бягат към България. Хиляди албански бежанци намират подслон в съседна Албания.
На 2 декември 1913 г. в аудитория №1 на Софийския университет „Свети Климент Охридски“ ЦК на ВМОРО организира възпоменателно събрание в памет на жертвите на въстанието.